# ポッポ1世
ポッポ1世（ドイツ語: Poppo I., ? - 839年/841年）は、グラープフェルト伯（在位：819年 - 839年）。上ラインガウ伯ハイムリヒの息子で、ロベール家のカンコル（Cancor）の子孫にあたり、バーベンベルク家（ポッポ家）に属する。
838年から839年にかけて、東フランク王ルートヴィヒ2世が皇帝ルートヴィヒ1世に対し反乱を起こした際に、ラーンガウ伯ゲープハルト、メッツ伯アダルベルトおよびマインツ大司教オドガリウスとともにポッポは皇帝側につき、ルートヴィヒ2世と争った。
ポッポはハインリヒ、チューリンゲン公ポッポ2世およびエギノの父と考えられている。